# Jatiklampok
Jatiklampok is een bestuurslaag in het regentschap Blora van de provincie Midden-Java, Indonesië. Jatiklampok telt 795 inwoners (volkstelling 2010).